# Olite
Olite (baszkul: Erriberri, ami szintén hivatalos elnevezés) település Spanyolországban, Navarra autonóm közösségben. Olite Tafalla, Falces, Marcilla, Caparroso, Murillo El Cuende, Pitillas, Beire és San Martín de Unx községekkel határos. Lakosainak száma 4087 fő (2024).
Legfőbb nevezetessége a navarrai uralkodók egykori rezidenciája, várkastélya, az olitei királyi palota.

## Népesség
A település népessége az elmúlt években az alábbi módon változott:
| Lakosok száma | 3183 | 3356 | 3494 | 3650 | 3750 | 3886 | 3915 | 3946 | 3998 | 4087 |
|               | 2001 | 2004 | 2006 | 2009 | 2011 | 2014 | 2016 | 2019 | 2021 | 2024 |

## Nevezetes események
- Évreux-i Johanna navarrai trónörökösnő 1402. november 12-én feleségül ment I. János foix-i grófhoz.
- IV. Károly navarrai király 1439. szeptember 30-éán feleségül vette Klevei Ágnest.

## Híres személyek

### Olitében születtek
- Évreux-i Lajos navarrai királyi herceg, trónörökös (1402)[2]
- II. Blanka navarrai királynő (1424)
- I. Eleonóra navarrai királynő (1426)
- Albret Magdolna navarrai királyi hercegnő (1494)[3]

### Olitében hunytak el
- Kasztíliai Eleonóra navarrai királyné (1416)
- III. Károly navarrai király (1425)
- Klevei Ágnes navarrai királyné (1448)